# Mississippi (État)
Pour les articles homonymes, voir Mississippi.
Le Mississippi est un État du sud des États-Unis. Il est bordé à l'ouest par la Louisiane et l'Arkansas, au nord par le Tennessee, à l'est par l'Alabama et au sud par le golfe du Mexique. Couvrant une superficie de 125 546 km2, l'État du Mississippi tire son nom du fleuve Mississippi. Il est devenu en 1817 le 20e État de l'Union. Sa capitale est Jackson.
En 2023, la population du Mississippi s'élève à 2 939 690 habitants selon les estimations du Bureau du recensement des États-Unis. Surnommé « L'État du Magnolia », la fleur est présente sur son drapeau. Politiquement, l'État est acquis aux républicains, après une forte domination des démocrates au cours du XXe siècle.

## Origine du nom
L'État porte le nom du fleuve Mississippi qui en constitue la frontière ouest. Le nom Mississippi est d'origine amérindienne. Le fleuve était appelé Missisipioui en miami-illinois, emprunté à l'ojibwé Misi-ziibi « grande rivière ». L'ancien nom Meschacebé en est probablement dérivé. Il était en revanche appelé Ne tongo par les Sioux.
Durant la période de la Louisiane française (qui englobait l'intégralité de son cours), plusieurs noms ont été utilisés pour désigner le fleuve : le fleuve de l’Immaculée Conception, le fleuve Colbert, la rivière ou fleuve Saint-Louis,, Meschacebé, Messipi ou Mississippi (orthographié Missisipi ou Mississipi,). En français, la graphie « Mississipi » a été régulièrement utilisée, encore au XXe siècle. Ainsi les deux navires cargo des Messageries maritimes de 1913 et 1960 portaient le nom de Mississipi avec un seul p comme le film de François Truffaut, La Sirène du Mississipi (1969), dont le titre est tiré du navire de 1960, ou la bande dessinée de Lucky Luke Le Pont sur le Mississipi (1994).

## Histoire

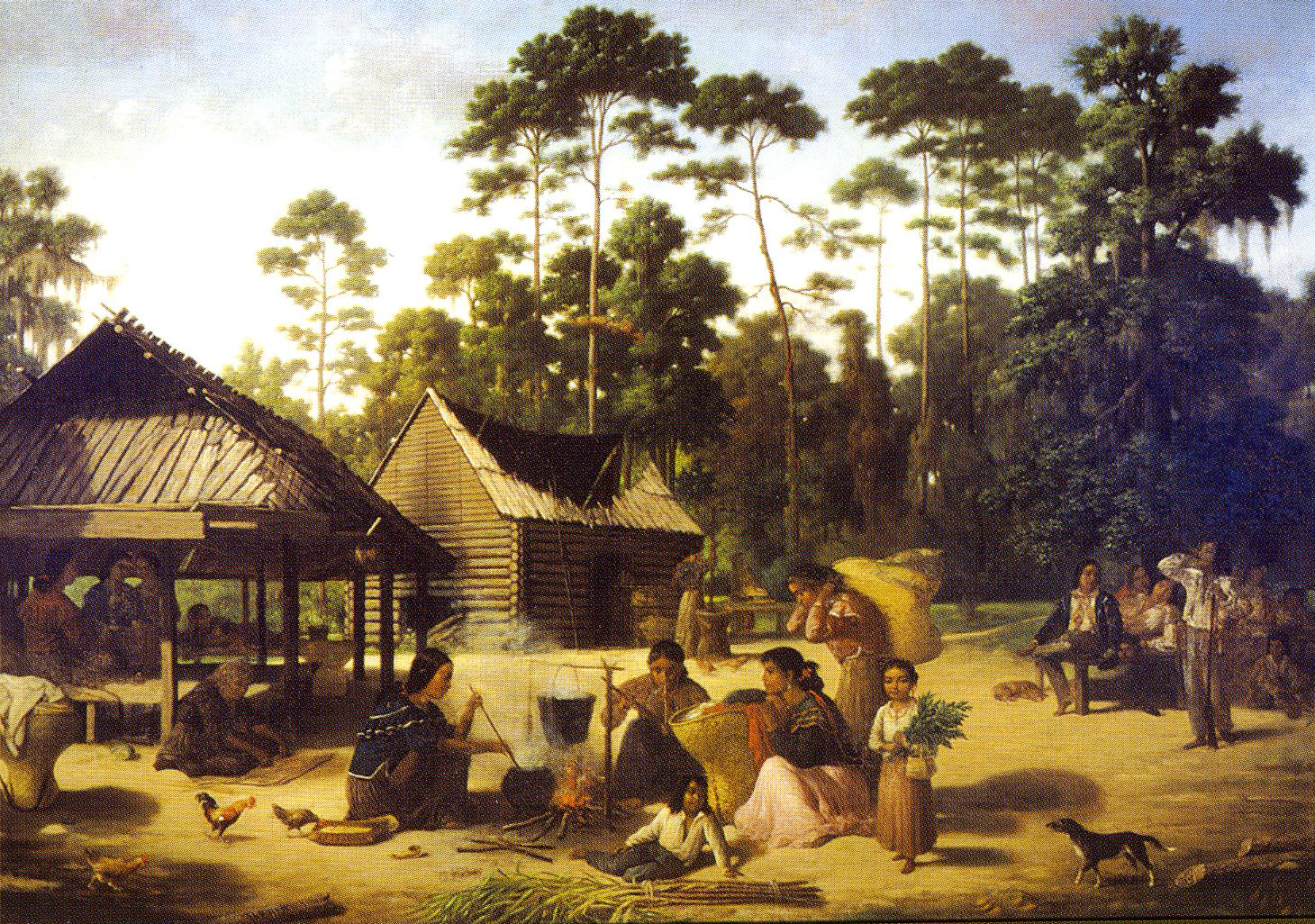
Village Chacta du Mississippi, par François Bernard, 1869.

### Histoire pré-colombienne
La civilisation du Mississippi s'épanouit au VIIIe siècle : c’était une société agricole avec d’importantes populations rurales dans des villages permanents (environ 200 habitants au km²). Une révolution agricole, avec l’introduction de plants de maïs plus productifs (pouvant mûrir en 120 jours hors-gel au lieu de 200), permet de pareilles densités, et parfois deux récoltes dans les régions abritées. Outre la culture du maïs, on cultive le noisetier, le tournesol, les haricots et les courges. Cette société comportait aussi des villes entourées de palissades, où s’alignaient des maisons longues aux murs en rondins enduits de torchis et aux toits de chaume, dominées par de grands tertres rectangulaires à sommet plat, surmontés de temples et de mausolées pour les hautes classes.

### Histoire post-colombienne
Les voyageurs européens qui atteindront les villes du Mississippi aux XVIe et XVIIe siècles décriront une société matriarcale régie par un chef qui contrôle quatre classes sociales bien définies.
Les Amérindiens vivant dans l’actuel Mississippi au XVIIIe siècle étaient principalement des Chicachas et des Chactas de langues creeks, avec des minorités Natchez, Yazoo et Biloxi. Les Chactas sont connus en France surtout par le biais de leur chef Pushmataha, qui, avec son ami d’origine française Louis LeFleur, furent des alliés des États-Unis dans la guerre de 1812.
- 1699 : la première colonie française permanente en Louisiane est établie à Biloxi sous la direction de Pierre Le Moyne d'Iberville.
- 1720 : la capitale de la Louisiane française est transférée de Mobile à Biloxi.
- 1723 : la capitale de la Louisiane française est transférée à La Nouvelle-Orléans.
- 1763 : la Louisiane à l'est du fleuve du Mississippi est cédée à la Grande-Bretagne. Ce territoire devient américain lors de l'indépendance en 1783 mais reste principalement amérindien, avec une minorité d'européens francophones et de métis. Toutefois la majorité des amérindiens adoptent rapidement le mode de vie et les croyances des colons européens, d'où leur dénomination de « tribus civilisées[10] ».
- 1798 : organisation du Territoire du Mississippi, à partir de territoires cédés par la Géorgie et la Caroline du Sud et agrandi plus tard par l'adjonction de territoires supplémentaires (dont le littoral, jusque-là rattaché à la Floride occidentale).
- 1800 : deux ans après sa création, le Territoire du Mississippi compte 5 750 habitants d'origine européenne, 4 500 dans le Natchez District et 1 250 à Tombigbee à l'ouest de Mobile[11] secteur qui deviendra très vite une partie de l'Alabama.
- 1802 : trois ans après la partition du Natchez District en deux parties, la population non amérindienne des comtés d'Adams et Pickering (appelé ensuite Comté de Jefferson) compte au total 4 446 Blancs et 2 995 esclaves.
- En 1810, la population non amérindienne est de 15 826 Blancs et 13 924 Noirs, soit 29 700 habitants, pour la plupart dans le Natchez District et ses terres très fertiles[12].

L'Alabama compte à la même époque 9 046 habitants dont 2 565 esclaves, soit au total 38 000 habitants non amérindiens pour les deux futurs États. En 1820 c'est deux fois plus (74 693) et en 1830, 4 fois plus (183 208). Trois fois moins peuplé que le Mississippi en 1810, l'Alabama comptera deux fois plus d'habitants que lui en 1830, entre autres par l'ajout des colons français de Saint-Domingue.
- 1811 : 31 306 non amérindiens, dont 14 706 esclaves vivent dans cinq comtés au nord de celui d'Adams, sur les États actuels du Mississippi, de l'Alabama et de la Louisiane.
- 1812 : première vague d'immigration favorisée par la guerre de 1812, qui est motivée par des spéculations immobilières liées aux rebondissement du scandale de Yazoo Land.
- 1814 : seconde vague d'immigration[11], favorisée par la fin imminente de la guerre de 1812.
- 10 décembre 1817 : le Mississippi est le vingtième État à intégrer l'union des États-Unis d'Amérique. C'est un État esclavagiste.
- 1817 : pic de la période d'immigration : en neuf jours, 4 000 personnes s'installent.
- 1820 : en une décennie, la population non amérindienne a doublé, probablement dépassé celle des Amérindiens (qui n'étaient pas recensés mais seulement estimés[10]) et atteint 75 450 habitants, dont 42 176 Blancs et 33 272 esclaves : c'est la « Mississippi fever ». La croissance, au cours de la même décennie, de l'Alabama voisin, a été encore plus rapide: elle a été multipliée par 20, pour atteindre 146 863 habitants non amérindiens (99 198 Blancs et 47 665 esclaves), grâce en particulier au succès de la Vine and Olive Colony créé en 1816 par des colons français de Saint-Domingue qui obtiennent 370 kilomètres carrés de terres.
- 1830 : à la suite du traité de Dancing Rabbit Creek, la population amérindienne est entièrement transférée à l'ouest du fleuve Mississippi : c'est la fin d'une présence de plusieurs dizaines de millénaires dans l'État. La population blanche et noire ne cesse d'augmenter dans un système économique largement fondé sur l'esclavage.
- En 1835, le comté de Madison et ses environs sont ensanglantés par les actions des vigilantes. Une dizaine de Blancs (suspectés d'anti-esclavagisme) et des dizaines de Noirs sont exécutés[13]. Cette hystérie a pour origine la crainte d'une révolte en raison du nombre des esclaves, devenu nettement supérieur à celui des hommes libres. D'après le Mississipian organe jacksonnien, « la population blanche est si peu nombreuse et dispersée qu'il n'y a même plus un semblant de vie mondaine. Nombre de propriétaires des grandes exploitations résident ailleurs, parfois même dans un autre État, ne laissant dans la plantation d'autre Blanc que le contremaitre[13]. »

- 9 janvier 1861 : le Mississippi est le deuxième État à faire sécession et à rejoindre la Confédération des États américains.
- 23 février 1870 : après cinq ans de tutelle fédérale, le Mississippi est réintégré dans l'Union. L'esclavage est officiellement aboli, remplacé par une stricte ségrégation raciale elle aussi basée, idéologiquement, sur une interprétation très particulière de la Genèse 9:27 (le Mississippi fait partie du « Bible Belt »), et pratiquement sur l'intimidation des Noirs par la violence.
- 1948 : État ségrégationniste, les électeurs du Mississippi choisissent le « Dixiecrate » Strom Thurmond lors de l’élection présidentielle.
- 1964 : au cours de « l'été de la liberté », des milliers de jeunes se rendent dans le Sud ségrégationniste pour aider les Noirs à s'inscrire sur les listes électorales. Le 21 juin, James Chaney, un jeune Noir de 21 ans, rejoint par deux camarades blancs de l'État de New York, Michael Schwerner et Andrew Goodman, sont arrêtés sous un prétexte futile par la police du bourg de Philadelphia. Ils sont retenus puis libérés en pleine nuit pour tomber dans une embuscade du Ku Klux Klan. Leurs corps criblés de balles, portant des traces de lynchage, seront découverts 44 jours plus tard par le FBI. Près d'une vingtaine de membres du Klan, dont Edgar Ray Killen, mis ensuite hors de cause, seront interpellés mais seulement sept personnes finalement condamnées en 1967 à des peines de prison, n'excédant pas six ans, pour « violation des droits civiques ». Cet événement est relaté dans le film Mississippi Burning d'Alan Parker.
- 1966 : le Mississippi est le dernier État à mettre fin à la prohibition.
- 1969 : l'ouragan Camille tue 248 personnes dans le Mississippi.
- 1995 : le Mississippi ratifie le treizième amendement interdisant l'esclavage.
- 2001 : par référendum, les électeurs de l'État choisissent à 65 % de conserver sur le drapeau du Mississippi l'emblème confédéré, la « Southern Cross » ou Stainless Banner (dont les formes ressemblent à la croix de saint André). Voir Drapeaux des États confédérés d'Amérique.
- 2004 : un amendement constitutionnel interdisant le mariage gay ou toute forme d'union civile entre partenaires de même sexe est soumis à référendum et approuvé par 86 % des électeurs du Mississippi.
- 2005 : Edgar Ray Killen, le principal responsable du massacre en 1964 de Chaney, Schwerner et Goodman, est reconnu coupable et condamné. L'ouragan Katrina ravage le sud de l'État dont la ville de Biloxi.
- 2013 : le 7 février, l'État du Mississippi notifie la ratification de l'amendement interdisant l'esclavage, et devient donc le dernier État à ratifier le treizième amendement.
- 2020 : Le 28 juin 2020, en plein mouvement antiraciste, le Congrès du Mississippi vote le retrait de l'étendard confédéré du drapeau (91 voix pour et 23 contre à la Chambre des représentants du Mississippi, 37 voix pour et 14 contre au Sénat du Mississippi), car celui-ci est souvent considéré ou utilisé comme symbole du racisme ou de l'esclavagisme[14]. Le Mississippi était le dernier État à avoir ce drapeau sur le sien[13]. Les citoyens de l’État ont approuvé par référendum le dessin d'un nouveau drapeau en novembre suivant, le jour de l'élection américaine[14],[15].

## Géographie
D'une superficie de 125 546 km2, le Mississippi est peuplé de 2 984 926 habitants (2012).
La capitale du Mississippi et la ville principale est Jackson.

### Principaux cours d'eau

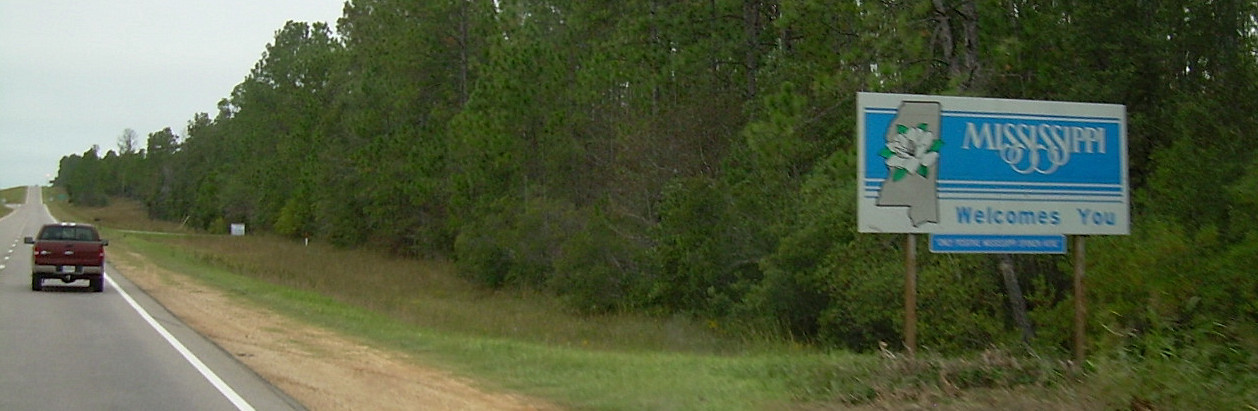
Panneau d'accueil à l'entrée de l'État

- Le fleuve Mississippi et ses affluents :
  - La rivière Big Black
  - La rivière Yazoo
- Le fleuve Pearl, qui forme une partie de la frontière entre le Mississippi et la Louisiane
- Le fleuve Pascagoula
- La rivière Tombigbee, un affluent du fleuve Mobile

### Aires protégées

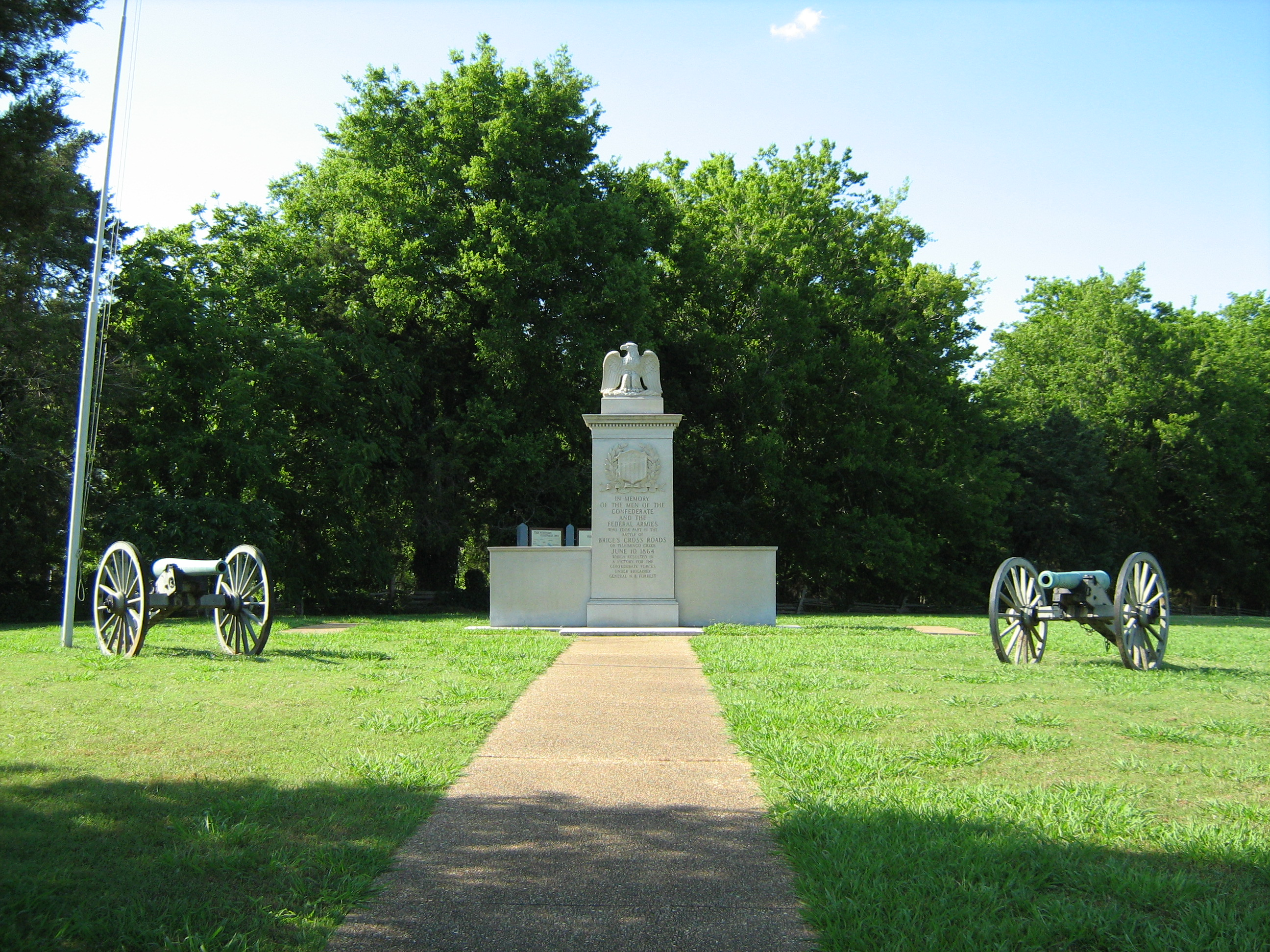
Le champ de bataille national de Brices Cross Roads.

Il y a 11 aires protégées gérées par le National Park Service dans le Mississippi :
- Brices Cross Roads
- Gulf Islands National Seashore
- Mississippi Delta National Heritage Area
- Mississippi Gulf Coast National Heritage Area
- Mississippi Hills National Heritage Area
- Natchez National Historical Park
- Natchez Trace Trail
- Natchez Trace Parkway
- Shiloh National Military Park
- Champ de bataille national de Tupelo
- Vicksburg National Military Park

## Subdivisions administratives

### Comtés
L'État du Mississippi est divisé en 82 comtés.

### Agglomérations

#### Aires métropolitaines et micropolitaines
Le Bureau de la gestion et du budget a défini quatre aires métropolitaines et dix-huit aires micropolitaines dans ou en partie dans l'État du Mississippi.
| Zone urbaine                   | Population (2010)   | Population (2013)   | Variation (2010-2013) | Rang national (2013) |
| ------------------------------ | ------------------- | ------------------- | --------------------- | -------------------- |
| Jackson, MS                    | 567 122             | 576 382             | 1,6 %                 | 93                   |
| Gulfport-Biloxi-Pascagoula, MS | 370 702             | 382 516             | 3,2 %                 | 137                  |
| Memphis, TN-MS-AR              | 246 789 (1 324 829) | 252 259 (1 341 746) | 2,2 % (1,3 %)         | (41)                 |
| Hattiesburg, MS                | 142 842             | 147 991             | 3,6 %                 | 276                  |

| Zone urbaine   | Population (2010) | Population (2013) | Variation (2010-2013) | Rang national (2013) |
| -------------- | ----------------- | ----------------- | --------------------- | -------------------- |
| Tupelo, MS     | 136 268           | 139 671           | 2,5 %                 | 8                    |
| Meridian, MS   | 107 449           | 106 963           | -0,5 %                | 20                   |
| Laurel, MS     | 84 823            | 85 431            | 0,7 %                 | 55                   |
| Columbus, MS   | 59 779            | 59 922            | 0,2 %                 | 152                  |
| Vicksburg, MS  | 58 377            | 57 471            | -1,6 %                | 163                  |
| Picayune, MS   | 55 834            | 55 072            | -1,4 %                | 171                  |
| McComb, MS     | 53 535            | 52 913            | -1,2 %                | 190                  |
| Oxford, MS     | 47 351            | 51 318            | 8,4 %                 | 203                  |
| Greenville, MS | 51 137            | 49 688            | -2,8 %                | 214                  |
| Starkville, MS | 47 671            | 49 043            | 2,9 %                 | 218                  |
| Greenwood, MS  | 42 914            | 41 992            | -2,2 %                | 287                  |
| Corinth, MS    | 37 057            | 37 316            | 0,7 %                 | 352                  |
| Brookhaven, MS | 34 869            | 34 810            | -0,2 %                | 382                  |
| Cleveland, MS  | 34 145            | 34 049            | -0,3 %                | 393                  |
| Natchez, MS-LA | 32 297 (53 119)   | 32 090 (52 532)   | -0,6 % (-1,1 %)       | (192)                |
| Indianola, MS  | 29 450            | 27 997            | -4,9 %                | 444                  |
| Clarksdale, MS | 26 151            | 25 182            | -3,7 %                | 472                  |
| Grenada, MS    | 21 906            | 21 612            | -1,3 %                | 505                  |

En 2010, 77,1 % des Mississippiens résidaient dans une zone à caractère urbain, dont 44,7 % dans une aire métropolitaine et 32,4 % dans une aire micropolitaine.

#### Aires métropolitaines combinées
Le Bureau de la gestion et du budget a également défini quatre aires métropolitaines combinées dans ou en partie dans l'État du Mississippi.
| Zone urbaine                        | Population (2010)   | Population (2013)   | Variation (2010-2013) | Rang national (2013) |
| ----------------------------------- | ------------------- | ------------------- | --------------------- | -------------------- |
| Jackson-Vicksburg-Brookhaven, MS    | 660 368             | 668 663             | 1,3 %                 | 73                   |
| Memphis-Forrest City, TN-MS-AR      | 246 789 (1 353 087) | 252 259 (1 369 006) | 2,2 % (1,2 %)         | (41)                 |
| Cleveland-Indianola, MS             | 63 595              | 62 046              | -2,4 %                | 165                  |
| New Orleans-Metairie-Hammond, LA-MS | 55 834 (1 413 965)  | 55 072 (1 467 880)  | -1,4 % (3,8 %)        | (37)                 |

### Municipalités

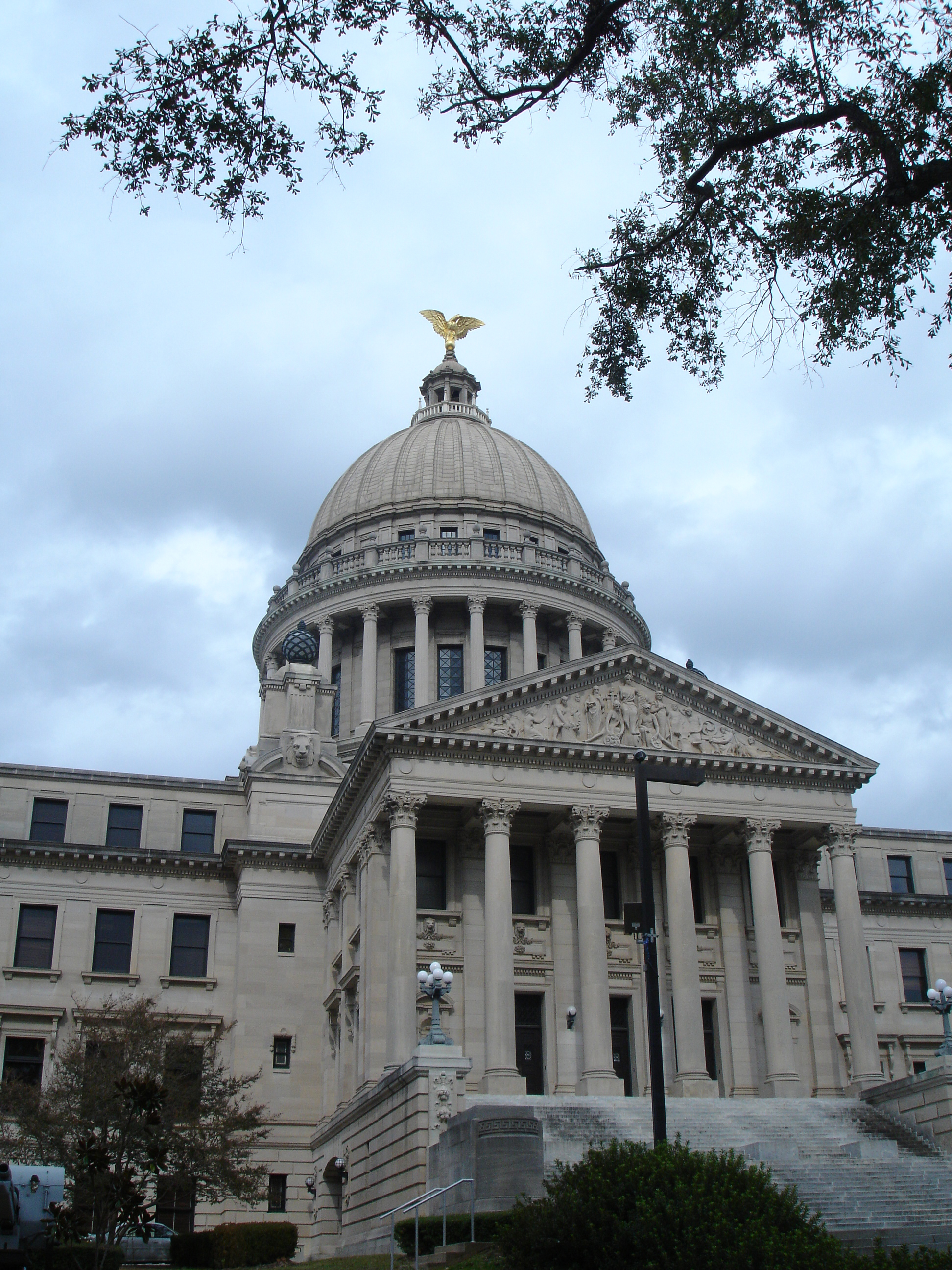
Le capitole du Mississippi dans la capitale de l'État, Jackson.

L'État du Mississippi compte 298 municipalités, dont 19 de plus de 20 000 habitants.
| Rang | Municipalité | Comté                  | Population (2010) | Population (2013) | Variation (2010-2013) |
| ---- | ------------ | ---------------------- | ----------------- | ----------------- | --------------------- |
| 1    | Jackson      | Hinds, Madison, Rankin | 173 514           | 172 638           | -0,5 %                |
| 2    | Gulfport     | Harrison               | 67 793            | 71 012            | 4,7 %                 |
| 3    | Southaven    | DeSoto                 | 48 982            | 50 997            | 4,1 %                 |
| 4    | Hattiesburg  | Forrest, Lamar         | 45 989            | 47 556            | 3,4 %                 |
| 5    | Biloxi       | Harrison               | 44 054            | 44 820            | 1,7 %                 |
| 6    | Meridian     | Lauderdale             | 41 148            | 40 921            | -0,6 %                |
| 7    | Tupelo       | Lee                    | 34 546            | 35 827            | 3,7 %                 |
| 8    | Olive Branch | DeSoto                 | 33 484            | 34 963            | 4,4 %                 |
| 9    | Greenville   | Washington             | 34 400            | 33 203            | -3,5 %                |
| 10   | Horn Lake    | DeSoto                 | 26 066            | 26 635            | 2,2 %                 |
| 11   | Pearl        | Rankin                 | 25 092            | 26 262            | 4,7 %                 |
| 12   | Clinton      | Hinds                  | 25 216            | 25 305            | 0,4 %                 |
| 13   | Madison      | Madison                | 24 149            | 25 304            | 4,8 %                 |
| 14   | Starkville   | Oktibbeha              | 23 888            | 24 775            | 3,7 %                 |
| 15   | Ridgeland    | Madison                | 24 047            | 24 427            | 1,6 %                 |
| 16   | Vicksburg    | Warren                 | 23 856            | 23 542            | -1,3 %                |
| 17   | Columbus     | Lowndes                | 23 640            | 23 518            | -0,5 %                |
| 18   | Brandon      | Rankin                 | 21 705            | 22 498            | 3,7 %                 |
| 19   | Pascagoula   | Jackson                | 22 392            | 22 240            | -0,7 %                |

## Démographie

### Population

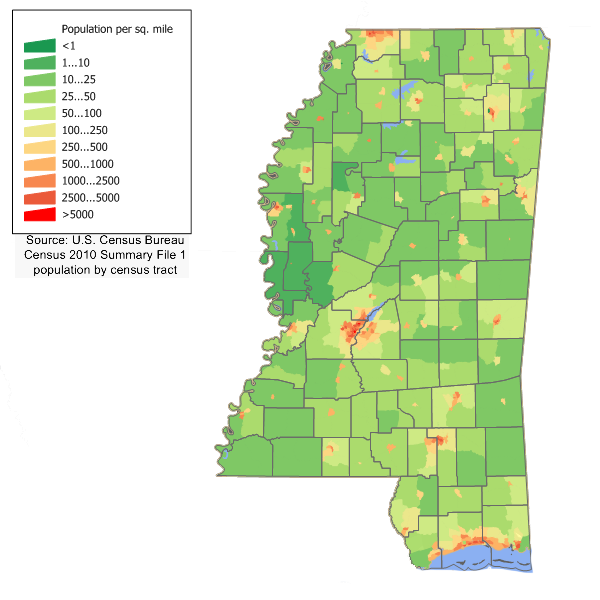
Densités de population en 2010 (en personne par mille carré).

Le Bureau du recensement des États-Unis estime la population de l'État du Mississippi à 2 976 149 habitants au 1er juillet 2019, soit une hausse de 0,30 % depuis le recensement des États-Unis de 2010 qui tablait la population à 2 967 297 habitants. Depuis 2010, l'État connaît la 40e croissance démographique la plus soutenue des États-Unis.
Selon des projections démographiques publiées par l’AARP, le Mississippi devrait atteindre une population de 3 904 099 habitants en 2060 si les tendances démographiques actuelles se poursuivent, soit une hausse de 31,4 % par rapport à 2010.
Avec 2 967 297 habitants en 2010, l'État du Mississippi était le 31e État le plus peuplé des États-Unis. Sa population comptait pour 0,96 % de la population du pays. Le centre démographique de l'État était localisé dans le comté de Leake dans la ville de Lena.
Avec 24,42 hab./km2 en 2010, l'État du Mississippi était le 32e État le plus dense des États-Unis.
Le taux d'urbains était de 49,3 % et celui de ruraux de 50,7 %. L'État comptait le 4e plus fort taux de ruraux du pays après le Maine (61,3 %), le Vermont (61,1 %) et la Virginie-Occidentale (51,3 %).
En 2010, le taux de natalité s'élevait à 13,5 ‰ (13,0 ‰ en 2012) et le taux de mortalité à 9,8 ‰ (9,9 ‰ en 2012). L'indice de fécondité était de 1,96 enfant par femme (1,89 en 2012). Le taux de mortalité infantile s'élevait à 9,7 ‰ (8,8 ‰ en 2012). La population était composée de 25,46 % de personnes de moins de 18 ans, 10,27 % de personnes entre 18 et 24 ans, 25,69 % de personnes entre 25 et 44 ans, 25,76 % de personnes entre 45 et 64 ans et 12,82 % de personnes de 65 ans et plus. L'âge médian était de 36 ans.
Entre 2010 et 2013, l'accroissement de la population (+ 23 908) était le résultat d'une part d'un solde naturel positif (+ 35 682) avec un excédent des naissances (129 036) sur les décès (93 354), et d'autre part d'un solde migratoire négatif (- 12 015) avec un excédent des flux migratoires internationaux (+ 7 448) et un déficit des flux migratoires intérieurs (- 19 463).
Selon des estimations de 2013, 97,2 % des Mississippiens étaient nés dans un État fédéré, dont 71,7 % dans l'État du Mississippi et 25,6 % dans un autre État (17,1 % dans le Sud, 4,7 % dans le Midwest, 2,0 % dans l'Ouest, 1,7 % dans le Nord-Est), 0,7 % étaient nés dans un territoire non incorporé ou à l'étranger avec au moins un parent américain et 2,1 % étaient nés à l'étranger de parents étrangers (47,5 % en Amérique latine, 35,6 % en Asie, 10,9 % en Europe, 3,4 % en Afrique, 2,4 % en Amérique du Nord, 0,2 % en Océanie). Parmi ces derniers, 38,2 % étaient naturalisés américain et 61,8 % étaient étrangers,.
Selon des estimations de 2012 effectuées par le Pew Hispanic Center, l'État comptait 25 000 immigrés illégaux, soit 0,9 % de la population.

### Composition ethno-raciale et origines ancestrales
Selon le recensement des États-Unis de 2010, la population était composée à 59,13 % (1 754 684 personnes) de Blancs, 37,02 % (1 098 385 personnes) de Noirs, 1,15 % (34 107 personnes) de Métis, 0,87 % (25 742 personnes) d'Asiatiques, 0,51 % (15 030 personnes) d'Amérindiens, 0,04 % (1 187 personnes) d'Océaniens et 1,29 % (38 162 personnes) de personnes n'entrant dans aucune de ces catégories.
Les Métis se décomposaient entre ceux revendiquant deux races (1,07 %) et ceux revendiquant trois races ou plus (0,08 %).
Les non-Hispaniques représentaient 97,25 % (2 885 816 personnes) de la population avec 58,04 % (1 722 287 personnes) de Blancs, 36,85 % (1 093 512 personnes) de Noirs, 0,94 % (27 919 personnes) de Métis, 0,86 % (25 477 personnes) d'Asiatiques, 0,47 % (13 845 personnes) d'Amérindiens, 0,03 % (948 personnes) d'Océaniens et 0,06 % (1 828 personnes) de personnes n'entrant dans aucune de ces catégories, tandis que les Hispaniques comptaient pour 2,75 % (81 481 personnes) de la population, principalement des personnes originaires du Mexique (1,77 %).
En 2010, l'État du Mississippi avait la plus forte proportion de Noirs des États-Unis. A contrario, l'État avait la quatrième plus faible proportion de Blancs après Hawaï (24,74 %), la Californie (57,59 %) et le Maryland (58,18 %), la dixième plus faible proportion de Blancs non hispaniques, la quatrième plus faible proportion d'Asiatiques après le Montana (0,63 %), la Virginie-Occidentale (0,67 %) et le Wyoming (0,79 %) ainsi que la sixième plus faible proportion d'Hispaniques des États-Unis.
|                                       | 1940  | 1950  | 1960  | 1970  | 1980  | 1990  | 2000  | 2010  |
| ------------------------------------- | ----- | ----- | ----- | ----- | ----- | ----- | ----- | ----- |
| Blancs                                | 50,66 | 54,55 | 57,73 | 62,85 | 64,08 | 63,48 | 61,38 | 59,13 |
| ———Non hispaniques                    |       |       |       |       | 63,64 | 63,12 | 60,74 | 58,04 |
| Noirs                                 | 49,21 | 45,27 | 42,04 | 36,80 | 35,20 | 35,56 | 36,34 | 37,02 |
| ———Non hispaniques                    |       |       |       |       |       | 35,44 | 36,15 | 36,85 |
| Autres                                | 0,13  | 0,18  | 0,23  | 0,35  | 0,72  | 0,96  | 2,28  | 3,85  |
| ———Non hispaniques                    |       |       |       |       |       | 0,82  | 1,72  | 2,36  |
| Hispaniques (toutes races confondues) |       |       |       |       | 0,98  | 0,62  | 1,39  | 2,75  |

En 2013, le Bureau du recensement des États-Unis estime la part des non hispaniques à 97,3 %, dont 57,4 % de Blancs et 37,6 % de Noirs, et celle des Hispaniques à 2,7 %.
Le Mississippi connaît depuis le milieu des années 1980 une baisse continue de la part de la population blanche non hispanique au sein de la population totale en raison notamment d'une immigration importante en provenance de l'Amérique latine, d’un âge médian plus élevé (40,7 ans) que les autres populations (26,3 ans pour les Hispaniques, 30,6 ans pour les Noirs), d'une natalité plus faible (11,2 ‰ en 2010) que les autres populations (24,5 ‰ pour les Hispaniques, 15,7 ‰ pour les Noirs) et d'une augmentation substantielle des unions mixtes.
En 2010, les Blancs non hispaniques ne représentaient plus que 47,8 % des enfants de moins de 5 ans (43,5 % pour les Noirs, 4,7 % pour les Hispaniques et 2,5 % pour les Métis) et 47,9 % des enfants de moins de 1 an (42,8 % pour les Noirs, 5,0 % pour les Hispaniques et 2,8 % pour les Métis).
Selon des projections démographiques publiées par l’AARP, les Blancs non hispaniques constitueront 49,1 % de la population de l’État en 2060 si les tendances démographiques actuelles se poursuivent.
En 2000, les Mississippiens s'identifiaient principalement comme étant d'origine américaine (17,6 %), irlandaise (8,5 %), anglaise (7,6 %) et allemande (5,6 %).
L'État avait la 6e plus forte proportion de personnes d'origine américaine.
L'État abrite la 35e communauté arabe des États-Unis. Selon des estimations du Bureau du recensement des États-Unis, l’État comptait 7 961 Arabes en 2013, soit 0,3 % de la population, principalement des Libanais (3 320).
L'État abrite également la 45e communauté juive des États-Unis. Selon le North American Jewish Data Bank, l'État comptait 1 525 Juifs en 2013 (4 125 en 1971), soit 0,1 % de la population. Ils se concentraient principalement dans l'agglomération de Jackson (650).
L'État abrite enfin la 24e communauté amish des États-Unis. Selon le Young Center for Anabaptist and Pietist Studies, l'État comptait 75 Amish en 2013 (0 en 1992) répartis dans 1 implantation.
L’État abritait en 2013 une population noire assez homogène, composée principalement de descendants d’esclaves déportés sur le sol américain entre le début du XVIIe siècle et le début du XIXe siècle (97,6 %) mais aussi d’Africains subsahariens (1,8 %), d’Hispaniques (0,3 %) et de Caribéens non hispaniques (0,3 %).
Le Bureau du recensement des États-Unis estimait le nombre d’Africains subsahariens à 20 256, soit 0,7 % de la population, et celui des Caribéens non hispaniques à 3 297, soit 0,1 % de la population, principalement des Jamaïcains (1 980).
Les Hispaniques étaient principalement originaires du Mexique (64,4 %), de Porto Rico (7,2 %), du Guatemala (3,7 %) et du Honduras (3,0 %). Composée à 39,8 % de Blancs, 7,6 % de Métis, 6,0 % de Noirs, 1,5 % d'Amérindiens, 0,3 % d'Asiatiques, 0,3 % d'Océaniens et 44,6 % de personnes n'entrant dans aucune de ces catégories, la population hispanique représentait 20,1 % des Océaniens, 18,1 % des Métis, 7,9 % des Amérindiens, 1,8 % des Blancs, 1,0 % des Asiatiques, 0,4 % des Noirs et 95,2 % des personnes n'entrant dans aucune de ces catégories.
Les Asiatiques s'identifiaient principalement comme étant Viêts (27,3 %), Indiens (21,3 %), Chinois (17,4 %), Philippins (13,8 %), Coréens (6,0 %) et Japonais (3,1 %).
Les Amérindiens s'identifiaient principalement comme étant Chactas (50,2 %) et Cherokees (6,3 %).
Les Océaniens s'identifiaient principalement comme étant Chamorros (47,2 %), Hawaïens (21,2 %) et Samoans (11,4 %).
Les Métis se décomposaient entre ceux revendiquant deux races (93,4 %), principalement blanche et noire (32,5 %), blanche et amérindienne (19,7 %), blanche et asiatique (12,3 %), blanche et autre (10,9 %), noire et amérindienne (6,5 %) et noire et asiatique (3,0 %), et ceux revendiquant trois races ou plus (6,6 %).

### Religions
| Religion                    | Mississippi | États-Unis |
| --------------------------- | ----------- | ---------- |
| Protestantisme évangélique  | 41          | 25,4       |
| Églises noires              | 24          | 6,5        |
| Protestantisme traditionnel | 12          | 14,7       |
| Non affiliés                | 11          | 15,8       |
| Catholicisme                | 4           | 20,8       |
| Agnosticisme                | 3           | 4,0        |
| Athéisme                    | 1           | 3,1        |
| Mormonisme                  | 1           | 1,6        |
| Autres                      | 1           | 8,1        |

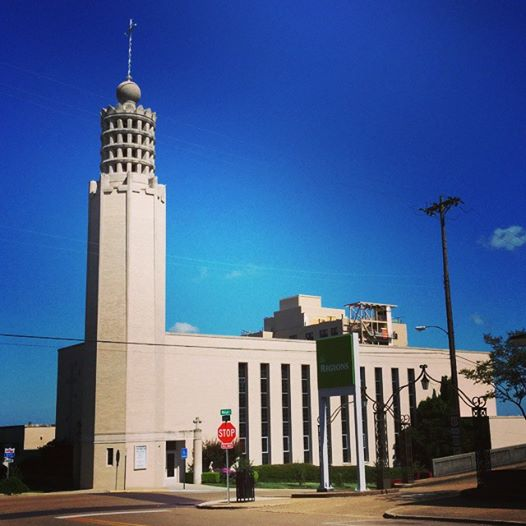
L'église St. Paul Catholic church située à Vicksburg.

Selon l'institut de sondage The Gallup Organization, en 2015, 63 % des habitants du Mississippi se considèrent comme « très religieux » (40 % au niveau national), 26 % comme « modérément religieux » (29 % au niveau national) et 11 % comme « non religieux » (31 % au niveau national).
Depuis 2016, le Mississippi autorise les commerçants à refuser pour motif religieux de participer à des mariages homosexuels ou de personnes transgenres.

### Langues
| Langue     | 1980   | 1990   | 2000   | 2010   | 2016   |
| ---------- | ------ | ------ | ------ | ------ | ------ |
| Anglais    | 98,08% | 97,20% | 96,41% | 96,18% | 96,09% |
| Espagnol   | 0,63%  | 1,05%  | 1,91%  | 2,29%  | 2,40%  |
| Français   | 0,35%  | 0,54%  | 0,39%  | 0,19%  | 0,14%  |
| Vietnamien | —      | 0,13%  | 0,19%  | 0,21%  | 0,21%  |
| Autres     | 0,93%  | 1,08%  | 1,10%  | 1,13%  | 1,15%  |

## Politique
Le Mississippi est à la fois un des États les plus conservateurs et les plus pauvres des États-Unis.
Le Mississippi est historiquement un bastion des ségrégationnistes du Sud (favorables à la discrimination raciale) et aussi connus sous le nom de Dixiecrats du fait qu'ils sont politiquement représentés par le Parti Démocrate pour le droit des États, une tendance locale populiste du Parti démocrate.
Les lois sur les droits civiques dans les années 1960 ont mis un terme à la domination locale du Parti démocrate, abandonné progressivement par les fondamentalistes chrétiens et les conservateurs blancs.
Le Mississippi est aujourd'hui un bastion national de la droite chrétienne et du Parti républicain bien que localement, le Parti démocrate arrive encore à maintenir sa prédominance.
En 2004, les électeurs du Mississippi ont approuvé un amendement à la constitution interdisant le mariage homosexuel à 86 % des voix, la plus forte proportion de tous les États-Unis. Cet amendement interdit aussi au Mississippi de reconnaître les mariages homosexuels célébrés dans les autres états et les autres pays,.
Le Mississippi cherche à restreindre le droit à l'avortement. Une loi adoptée dans l’État interdit les avortements à partir de la quinzième semaine de grossesse, même en cas de viol ou d’inceste.

### Du bastion démocrate au bastion républicain pour les élections présidentielles
| Année | Républicain | Républicain | Démocrate | Démocrate | Autres | Autres  |
| Année | %           | Voix        | %         | Voix      | %      | Voix    |
| ----- | ----------- | ----------- | --------- | --------- | ------ | ------- |
| 1920  | 14,0        | 11 576      | 84,0      | 69 277    | 2,0    | 1 639   |
| 1924  | 7,6         | 8 494       | 89,3      | 100 474   | 3,1    | 3 494   |
| 1928  | 17,9        | 27 153      | 82,1      | 124 539   | 0,0    | 0       |
| 1932  | 3,6         | 5 180       | 96,0      | 140 168   | 0,5    | 686     |
| 1936  | 2,7         | 4 443       | 97,1      | 157 318   | 0,2    | 329     |
| 1940  | 4,2         | 7 364       | 95,7      | 168 267   | 0,1    | 193     |
| 1944  | 6,4         | 11 601      | 93,6      | 168 479   | 0,0    | 0       |
| 1948  | 2,6         | 5 043       | 10,1      | 19 384    | 87,3   | 167 763 |
| 1952  | 39,6        | 112 966     | 60,4      | 172 566   | 0,0    | 0       |
| 1956  | 24,5        | 60 685      | 58,2      | 144 498   | 17,3   | 42 966  |
| 1960  | 24,7        | 73 561      | 36,3      | 108 362   | 39,0   | 116 248 |
| 1964  | 87,1        | 356 528     | 12,9      | 52 618    | 0,0    | 0       |
| 1968  | 13,5        | 88 516      | 23,0      | 150 644   | 63,5   | 415 349 |
| 1972  | 78,2        | 505 125     | 19,6      | 126 782   | 2,2    | 14 056  |
| 1976  | 47,7        | 366 846     | 49,6      | 381 309   | 2,8    | 21 205  |
| 1980  | 49,4        | 441 089     | 48,1      | 429 281   | 2,5    | 22 250  |
| 1984  | 61,9        | 581 477     | 37,5      | 352 192   | 0,7    | 6 523   |
| 1988  | 59,9        | 557 890     | 39,1      | 363 921   | 1,0    | 9 716   |
| 1992  | 49,7        | 487 793     | 40,8      | 400 258   | 9,6    | 93 742  |
| 1996  | 49,2        | 439 838     | 44,1      | 394 022   | 6,7    | 59 997  |
| 2000  | 57,6        | 573 230     | 40,7      | 404 964   | 1,7    | 16 732  |
| 2004  | 59,4        | 684 981     | 39,8      | 458 094   | 0,8    | 9 290   |
| 2008  | 56,2        | 724 597     | 43,0      | 554 662   | 0,8    | 10 680  |
| 2012  | 55,3        | 710 746     | 43,8      | 562 949   | 0,9    | 11 889  |
| 2016  | 57,9        | 700 714     | 40,1      | 485 131   | 2,1    | 25 243  |

De 1876 à 1944, le Mississippi n'a accordé ses suffrages qu'aux candidats démocrates avec des scores moyens rarement inférieurs à 90 % des voix
En 1948, les électeurs du Mississippi font une première incartade en préférant voter à 87,17 % de leurs suffrages pour le Dixiecrat Strom Thurmond contre 10,09 % au président démocrate Harry S. Truman et 2,62 % au candidat républicain Thomas Dewey.
Après un retour plus modeste dans le giron démocrate aux élections présidentielles de 1952 et 1956, ils refusèrent de choisir entre le démocrate et le républicain aux élections de 1960.
En 1964, le conservateur Barry Goldwater est le premier républicain à emporter l'État avec le score historique de 87,14 % contre 12,86 % à Lyndon B. Johnson, réélu nationalement.
En 1968, le démocrate ségrégationniste George Wallace emportait 63,23 % des suffrages devant le candidat démocrate Hubert Humphrey (23,02 %) et le républicain Richard Nixon (13,52 %).
Aucun candidat démocrate ne l'a emporté aux élections présidentielles depuis Jimmy Carter en 1976.
Lors de l’élection présidentielle de 2004, le président George W. Bush l'a emporté avec 59,45 % des voix contre 39,73 % au candidat démocrate John Kerry.
Le Mississippi est aujourd'hui considéré comme politiquement perdu pour de nombreuses années pour les démocrates.

### Un État longtemps à parti unique
Les suites de la guerre civile et de l'occupation nordiste ont laissé un profond ressentiment chez les habitants du Mississippi contre les nordistes et tout ce qui s'en approche, à commencer par le Parti républicain de Lincoln. Ainsi, pendant 116 ans, de 1876 à 1992, la direction de l'État ne connaît aucune alternance politique et est sous la domination d'un régime de parti unique, celui du Parti démocrate, dont les membres locaux sont tour à tour appelés Southern Democrats puis Dixiecrats, en fait des démocrates ségrégationnistes, populistes ou conservateurs.
Il faut attendre les années 1970 pour que les premiers républicains (souvent d'anciens démocrates comme Trent Lott) emportent des sièges nationaux et locaux et 1992 pour qu'un gouverneur républicain soit élu.
La législature de l'État est composée d'un Sénat et d'une Chambre des Représentants à majorité républicaine depuis 2011, après avoir été à majorité démocrate sans discontinuer depuis la fin de la guerre de Sécession. Lors de la législature 2015-2017, la Chambre des Représentants de 122 membres est dominée par 67 républicains et le Sénat de 52 membres par 31 républicains.
Depuis 2012, le gouverneur est le républicain Phil Bryant et le lieutenant-gouverneur Tate Reeves.
Au niveau fédéral, lors du 114e congrès (législature du 3 janvier 2015 au 3 janvier 2017), la délégation du Mississippi au Congrès des États-Unis est composée de deux sénateurs républicains, Thad Cochran et Roger Wicker, de trois représentants républicains et d'un représentant démocrate.

### Gouvernement

#### Gouverneur

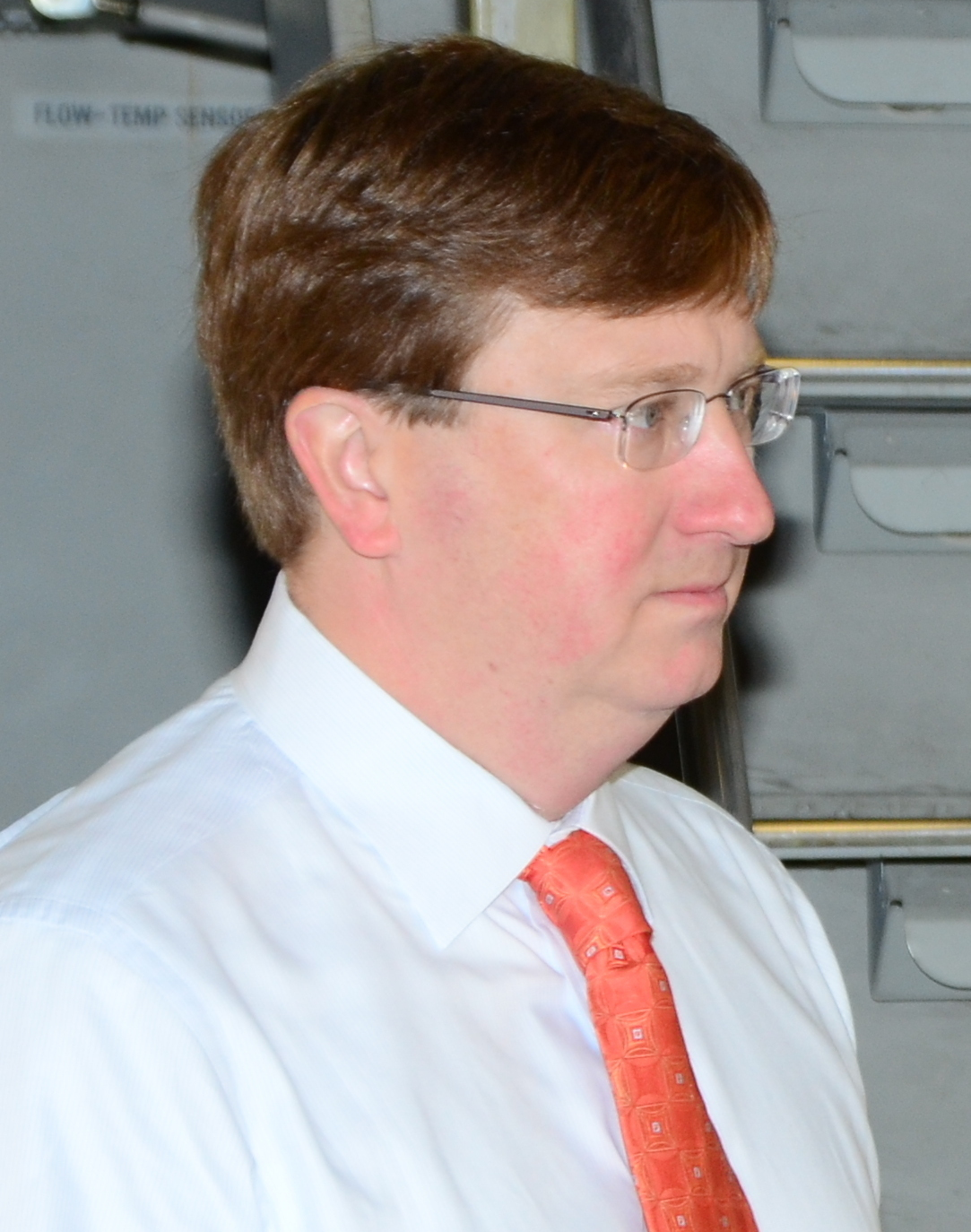
Le gouverneur du Mississippi, Tate Reeves.

Le gouverneur du Mississippi est élu pour 4 ans et possède le pouvoir exécutif dans le Mississippi. Depuis le 14 janvier 2020, le gouverneur du Mississippi est le républicain Tate Reeves.

#### Législature

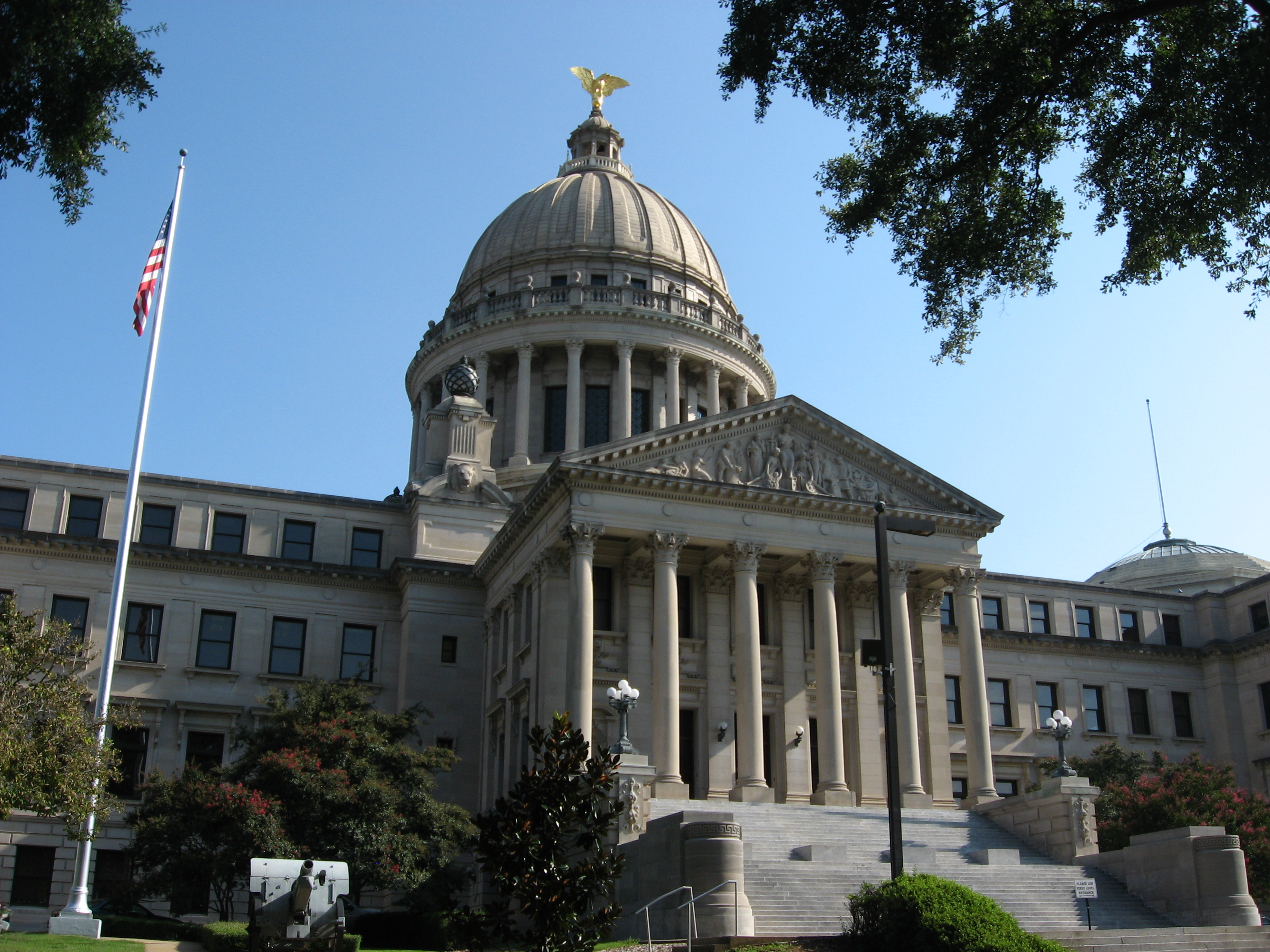
Le Capitole du Mississippi à Jackson.

La législature du Mississippi est formée de la Chambre des représentants, comprenant 122 élus, et du Sénat, formé de 52 membres.

## Économie
Le Mississippi est un État qui exploite beaucoup ses ressources naturelles comme le maïs, la canne à sucre, le soja et le blé ainsi que quelques gisements importants de pétrole. Le Mississippi est aussi le troisième producteur de coton aux États-Unis.
De plus on dénombre pas moins de 34 chambres de commerce locales dans tout l'État du Mississippi. Le but principal de toutes ces chambres s'oriente autour de l'aide aux petites entreprises et la croissance économique de l'État. Les chambres de commerce du Mississippi permettent un regroupement des différents acteurs économiques de l'État. Enfin elles fournissent aussi de l'information pour les visiteurs.[source insuffisante]

## Culture
Enseignement
- Université d'État Alcorn
- Belhaven College
- Blue Mountain College
- Copiah-Lincoln Community College
- Delta State University
- East Central Community College

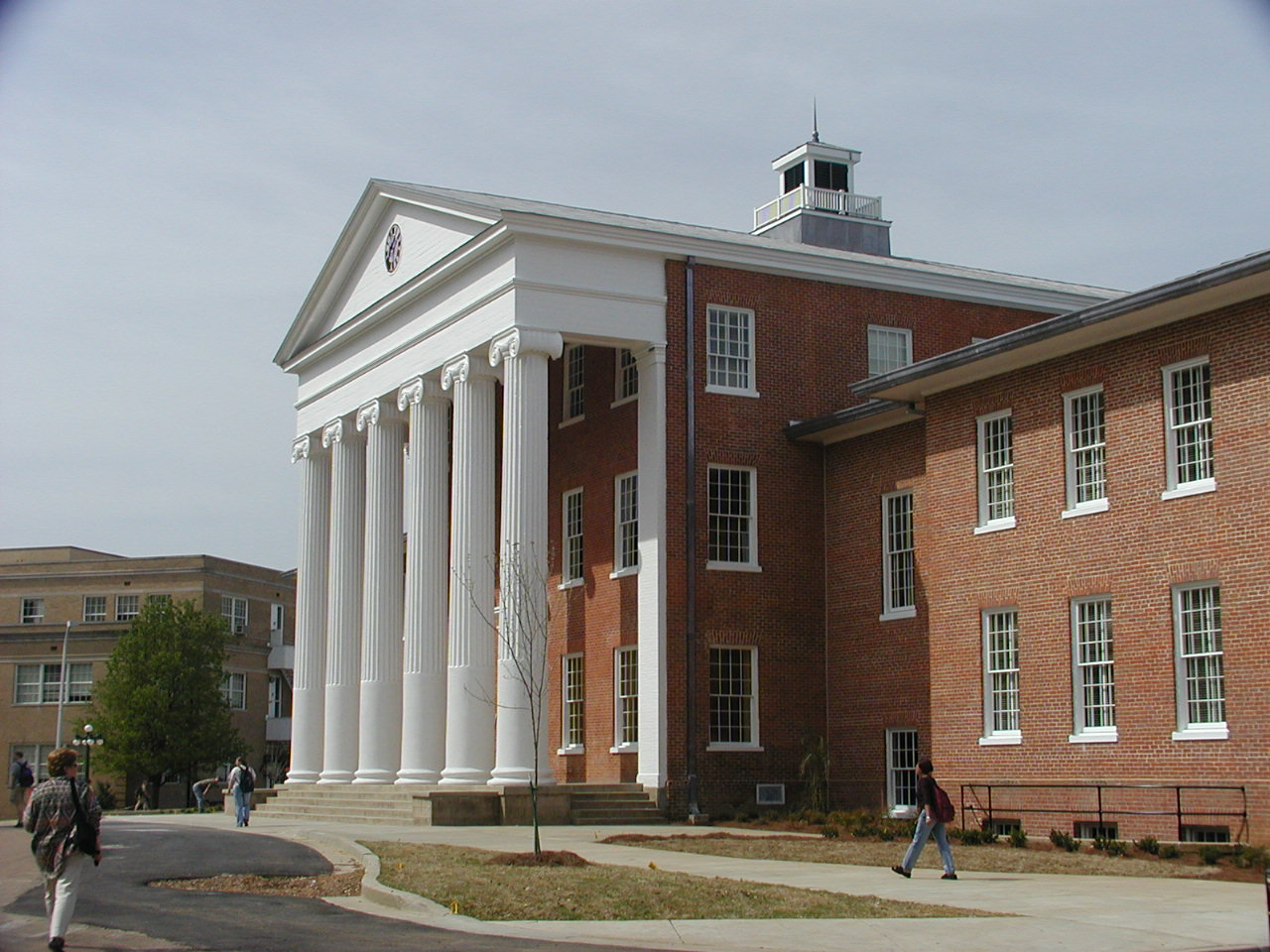
Ici le lycée du l'Université du Mississipi - Oxford.

- East Mississippi Community College (last chance U season 1&2)
- Hinds Community College
- Holmes Community College
- Itawamba Community College
- Université d'État de Jackson
- Magnolia Bible College
- Millsaps College
- Mississippi College
- Mississippi Gulf Coast Community College
- Université d'État du Mississippi
- Mississippi University for Women
- Université d'État de la Vallée du Mississippi
- Northeast Mississippi Community College
- Reformed Theological Seminary
- Rust College
- Tougaloo College
- Université du Mississippi - Medical Center à Jackson
- Université du Mississippi - Oxford
- University of Southern Mississippi

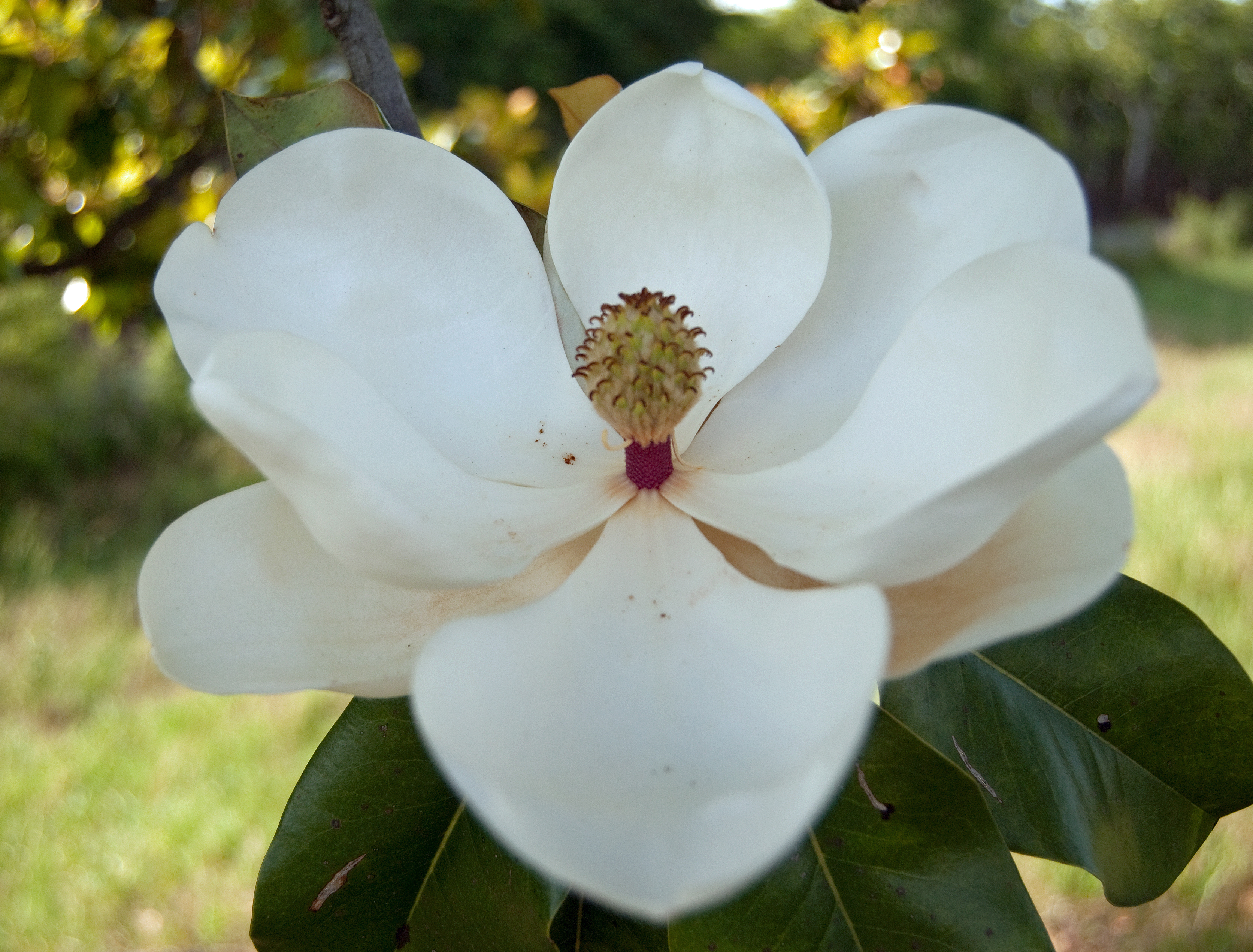
Le magnolia est la fleur d'État.

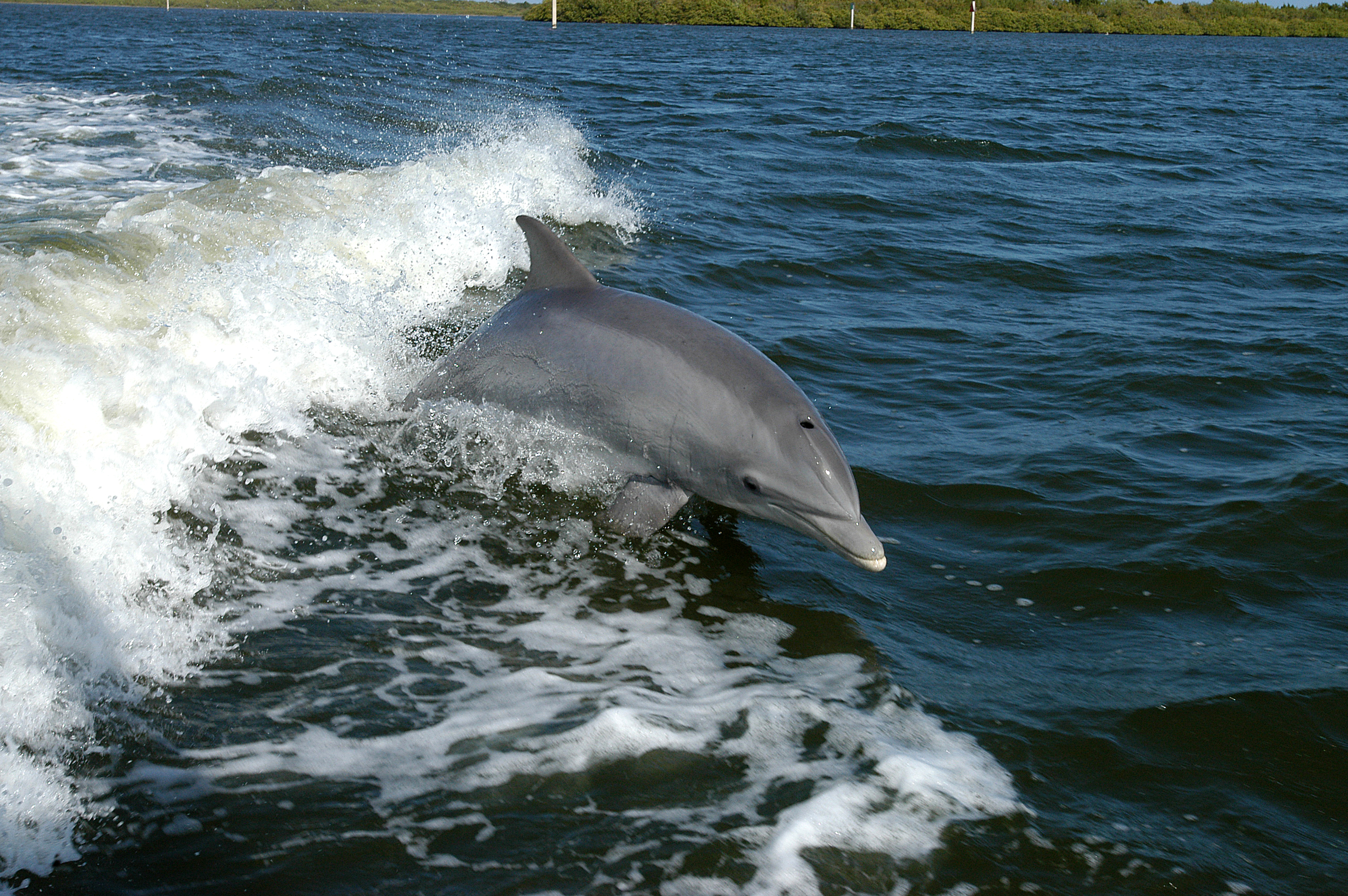
Le dauphin Bottlenose est le mammifère marin officiel au Mississippi.

- Wesley Biblical Seminary
- Wesley College
- William Carey College

## Symboles officiels
Les symboles de l'État du Mississippi sont :
- l'oiseau officiel est l'oiseau moqueur
- le papillon d'État est le spicebush swallowtail
- le poisson à grosse bouche est le poisson officiel
- la fleur d'État est le magnolia
- la danse folk officielle est la danse carrée
- le fossile officiel est celui de la baleine préhistorique
- l’insecte officiel est l'abeille
- il y a 2 mammifères terrestres officiels : le cerf de Virginie et le renard rouge
- le reptile officiel est l'alligator américain
- le coquillage d'État est la coquille d’huître
- le jouet de l'État est le Teddy Bear
- l'arbre officiel est le magnolia
- le mammifère marin officiel est le dauphin à bec de Bottlenose
- l'animal officiel en milieu humide est le canard branchu (wood duck)
- la fleur sauvage de l'État est la coreopsis[58].